# Pont-canal sur la Baïse
Le pont-canal sur la Baïse est un pont-canal français qui permet de faire passer la navigation au-dessus de la Baïse par le canal latéral à la Garonne (ou canal de Garonne).

## Histoire
Il a été construit entre 1839 et 1853 en pierres du Quercy, sous la direction de Jean-Baptiste de Baudre et de Jean Gratien de Job ingénieurs des Ponts et Chaussées.

## Description
Le pont-canal sur la Baïse est situé entre les communes de Vianne et de Feugarolles, en amont de Buzet-sur-Baïse dans le département de Lot-et-Garonne en région Nouvelle-Aquitaine.
C'est un pont en arc entièrement maçonné en pierre de taille, ses dimensions n'autorisent qu'une navigation à sens unique.
Le canal latéral à la Garonne, construit à partir de 1839, croise la Baïse à Lardéret. Un pont-canal à trois arches permet aux péniches circulant sur le canal de franchir la rivière. Conçu par les ingénieurs des Ponts et Chaussées Baudre et Job, et semblable à celui d’Agen sur la Garonne, c’est un ouvrage d’art soigné, en pierre du Quercy, avec trottoirs en galets et garde-corps à mufles de lions. De part et d'autre du pont, écluses et maisons d'éclusier ont été aménagées.
Sa longueur est d'environ 61 m (à préciser).